# International Standard Classification of Education
International Standard Classification of Education (ISCED, česky mezinárodní standardní klasifikace vzdělávání) je klasifikace vzdělávání schválená UNESCO v roce 1976.
Patří do rodiny ekonomických a sociálních klasifikací Organizace spojených národů (OSN). Klasifikace ISCED zařazuje vzdělávací programy podle jejich obsahu pomocí dvou hlavních průřezových proměnných: úrovně vzdělávání a oboru vzdělání. Stávající verze je z roku 2011, původní verze vznikla v roce 1997.

## Historie
Stupnice ISCED byla navržena na začátku sedmdesátých let, aby sloužila jako „nástroj použitelný pro sestavování, tvorbu a prezentování statistik ve vzdělávání a to jak na úrovni dílčích zemí, tak na mezinárodní úrovni“.  První verze známá jako ISCED 1976 byla schválena Mezinárodní konferencí pro vzdělávání (anglicky International Conference on Education) v Ženevě roku 1975 a následně byla schválena 19. generální konferencí organizace UNESCO v roce 1976.
Druhá verze, známá jako ISCED 1997, byla schválena 29. generální konferencí organizace UNESCO v listopadu 1997 jako část snahy na zvýšení porovnatelnosti statistik ve vzdělávání. Klasifikace pokryla dvě měřitelné proměnné: úrovně (těch zavedla 7) a oblasti vzdělávání (těch zavedla 25). Institut pro statistiky organizace UNESCO zahájil vývoj třetí verze klasifikace, která byla schválena na 36. generální konferenci organizace UNESCO v listopadu 2011. Tato klasifikace postupně nahrazuje starší verzi z roku 1997. ISCED ve verzi z roku 2011 zavádí 9 úrovní (na místo dřívějších 7) a to tak, že rozděluje terciární předdoktorské vzdělávání na tři úrovně. Nová verze z roku 2011 dále rozšiřuje nejnižší úroveň (ISCED číslo 0) tak, aby pokryla nové podkategorie vzdělávání v raném dětství zaměřující se na vzdělávání dětí do tří let věku.
Během přezkumu, který vedl na implementaci ISCED 2011, souhlasily členské státy organizace UNESCO, že jednotlivé oblasti vzdělávání by měly být zkoušeny samostatně. Výstup tohoto přezkumu je nyní základem pro připravovanou sumarizaci vzdělávacích oblastí nazvanou Oblasti ISCED pro vzdělávání a trénink (ISCED Fields of Education and Training).

## ISCED 2011
Systém kódování úrovně vzdělání podle klasifikace z roku 2011 jsou tyto:
| Úroveň | Označení                                | Odpovídající úroveň ve školství ČR | ISCED 1997 | KKOV             |
| ------ | --------------------------------------- | --- | ---------- | ---------------- |
| 0      | vzdělávání v raném dětství              | jesle | není       |                  |
| 0      | předškolní vzdělávání                   | mateřská škola | 0          |                  |
| 1      | primární vzdělávání                     | 1. stupeň základní školy | 1          | A                |
| 2      | nižší sekundární vzdělávání             | 2. stupeň základní školy, 1.–4. ročník osmiletých, 1.–2. ročník šestiletých středních škol                                                      | 2          | B, C             |
| 3      | vyšší sekundární vzdělávání             | střední škola (maturita či vyučení), konzervatoř                                                                                                | 3          | J, E, H, K, L, M |
| 4      | postsekundární neterciární vzdělávání   | pomaturitní studium (jazyková škola, zkrácené studium pro získání středního vzdělaní s výučním listem nebo maturitní zkouškou na střední škole) | 4          | H                |
| 5      | krátký cyklus terciárního vzdělávání    | vyšší odborné vzdělání na konzervatoři | 5B         | P                |
| 6      | bakalářská nebo jí odpovídající úroveň  | bakalářské studium VŠ, vyšší odborná škola | 5A, 5B     | N, R             |
| 7      | magisterská nebo jí odpovídající úroveň | magisterské studium VŠ | 5A         | R, T             |
| 8      | doktorská nebo jí odpovídající úroveň   | doktorské studium VŠ | 6          | D                |